# Philarète Chasles
Victor Euphémien Philarète Chasles (Mainvilliers, 8 ottobre 1799 – Venezia, 18 luglio 1873) è stato un critico letterario, giornalista e traduttore francese.

## Biografia
Philarète Chasles apparteneva a una famiglia della borghesia colta. Suo padre Pierre Jacques Michel Chasles (1754-1826) fu uno dei membri della Convenzione nazionale che nel 1793 votò per l'esecuzione di Luigi XVI e diede al figlio un'educazione basata sull'Émile di Rousseau; Philarète era cugino del matematico Michel Chasles e sarà padre del filologo Émile Chasles. A 15 anni Philarète Chasles iniziò un periodo di apprendistato presso uno stampatore. Nel 1815 suo padre risultò essere coinvolto in una delle tante cospirazioni politiche; lo stesso Philarète Chasles fu arrestato e passò due mesi in carcere. Dopo il suo rilascio, per il quale si adoperò personalmente Chateaubriand, Chasles si recò a Londra, dove fu aiutato dall'editore Abraham John Valpy. Qui si appassionò alla cultura inglese, e soprattutto alla letteratura inglese, sulla quale iniziò a pubblicare articoli su riviste. Dopo il ritorno in Francia, proseguì la carriera scrivendo articoli su riviste letterarie come la Revue des Deux Mondes, la Revue Britannique e il Journal des Débats del quale fu anche per molti anni editore. Nel 1832 fu uno degli autori, assieme a Honoré de Balzac e a Charles Rabou, dei Contes bruns. Nel 1837 fu nominato direttore della Bibliothèque Mazarine. Nel 1841 ottenne la cattedra di "Lingue e letterature germaniche" presso il Collège de France e nel 1853 ottenne, assieme ad Edgar Quinet, la cattedra di "Lingue e letterature dell'Europa moderna".

## Scritti

### Saggi storici e letterari
- Caractères et paysages, 1833
- Révolution d'Angleterre. Charles Ier, sa cour, son peuple et son Parlement, 1630 à 1660, histoire anecdotique et pittoresque du mouvement social et de la guerre civile en Angleterre, au dix-septième siècle, 1844
- Le Dix-huitième siècle en Angleterre, 2 vol., 1846
- Études sur l'antiquité, précédées d'un essai sur les phases de l'histoire littéraire et sur les influences intellectuelles des races, 1847
- Études sur les premiers temps du christianisme et sur le moyen âge, 1847
- Olivier Cromwell, sa vie privée, ses discours publics, sa correspondance particulière, précédés d'un examen historique des biographes et historiens d'Olivier Cromwell, 1847
- Études sur l'Espagne et sur les influences de la littérature espagnole en France et en Italie, 1847. Réédition: Slatkine, Genève, 1973 Pdf da Gallica
- Études sur la littérature et les mœurs de l'Angleterre au XIX siècle, 1850. Réédition: Slatkine, Genève, 1973.
- Études sur les hommes et les mœurs au XIX siècle. Portraits contemporains, scènes de voyage, souvenirs de jeunesse, 1850
- Études sur la littérature et les mœurs des Anglo-Américains au XIX siècle, 1851
- Études sur W. Shakspeare, Marie Stuart et l'Arétin. Le drame, les mœurs et la religion au XVI siècle, 1852
- Études sur l'Allemagne ancienne et moderne, 1854). Réédition: Slatkine, Genève, 1973.
- Mœurs et voyages, ou Récits du monde nouveau, 1855 Pdf da Gallica
- Scènes des camps et des bivouacs hongrois pendant la campagne de 1848-1849. Extraits des mémoires d'un officier autrichien, 1855
- Souvenirs d'un médecin. Le Médecin des pauvres, d'après Samuel Warren, Kingsby, Mayhew. Précédé d'un coup d'œil sur le paupérisme, la charité et les institutions charitables en Angleterre, 1855
- Le Vieux Médecin, pour faire suite aux Souvenirs d'un médecin, d'après Samuel Warren, Crabbe, Grattan, etc. 1859
- Études sur l'Allemagne au XIX siècle, 1861
- Virginie de Leyva ou intérieur d'un couvent de femmes en Italie au commencement du dix-septième siècle, 1861
- Galileo Galilei : sa vie, son procès et ses contemporains, d'après les documents originaux, 1862 Pdf su Gallica
- Voyages d'un critique à travers la vie et les livres, 2 vol., 1865-1868 Pdf - Vol. 1 Pdf - Vol. 2
- Voyages, philosophie et beaux-arts, 1866 Pdf da Gallica
- Questions du temps et problèmes d'autrefois. Pensées sur l'histoire, la vie sociale, la littérature. Cours du collège de France, 1841-1867, 1867
- Études contemporaines. Théâtre, musique et voyages, 1867
- Encore sur les contemporains, leurs œuvres et leurs mœurs, 1869 Pdf da Gallica
- La Psychologie sociale des nouveaux peuples (1875) Pdf da Gallica
- Études sur le seizième siècle en France, précédées d'une Histoire de la littérature et de la langue française de 1470 à 1610, et suivies d'une Chronologie de l'histoire littéraire et de l'histoire des arts de 1451 à 1610, 1876
- La France, l'Espagne et l'Italie au XVII siècle, 1877

### Varia
- (con Félix Bodin), Le Père et la fille, 1824
- La Fiancée de Bénarès, nuits indiennes, 1825
- Quatorze ans et l'amour, ou la Danseuse et le peintre, 2 vol., 1829
- Contes bruns (con Honoré de Balzac e Charles Rabou, 1832
- La Fille du marchand, fragment de la vie privée, imité de l'anglais, 1855
- Mémoires, 2 vol., 1876-1877. Réédition: Slatkine, Genève, 1973 Pdf da Gallica - Vol. 1 Pdf da Gallica - Vol. 2

### Traduzioni
- Jeremy Bentham : Essais de Jérémie Bentham sur la situation politique de l'Espagne, sur la constitution et sur le nouveau code espagnol, sur la constitution du Portugal, etc., traduits de l'anglais, précédés d'observations sur la révolution de la péninsule et suivis d'une traduction nouvelle de la Constitution des Cortès, 1823
- Franklin James Didier : Lettres d'un voyageur américain, ou Observations morales, politiques et littéraires sur l'état de la France... en 1815, 1816, 1817 et 1818, 1823 Pdf da Gallica
- Jean Paul : Œuvres, 2 vol., 1834-1835 Pdf da Gallica - Vol. 1 Pdf da Gallica - Vol. 2
- William Shakespeare : Richard III, Roméo et Juliette et le Marchand de Venise (en collaboration avec Philippe Lebas et Édouard Mennechet, 1836
- Hepworth Dixon : La Nouvelle Amérique, 1869
- Ben Jonson : Épicène ou la femme silencieuse, comédie en cinq actes, s. d.